# Тім Кеннеді (борець)
Тімоті Фред Кеннеді (нар. 1 вересня 1979 року) — американський боєць змішаних єдиноборств у відставці та нинішній солдат. Професіонал з 2001 по 2016 рік, він бився в UFC, Strikeforce, WEC, ShoMMA, HDNet Fights і представляв Chicago Red Bears в IFL. Кеннеді є одним із небагатьох бійців, які одночасно служать в армії Сполучених Штатів і водночас б*ються професійно. Він також є телеведучим, продюсером і підприємцем.

## Початко життя
Кеннеді ріс другим сином із трьох дітей у християнській родині в Атаскадеро, Каліфорнія. Він - ірландського походження. У дитинстві мати віддала Кеннеді на уроки кулінарії та фортепіано. Щоб компенсувати її вплив на нього, батько Кеннеді записав Тіма та його брата на уроки боксу, команду з боротьби та японського джиу-джитсу.

## Військова кар'єра
Тім Кеннеді приєднався до армії 4 січня 2004 року та пройшов базову бойову підготовку, індивідуальну підготовку поглибленого рівня, повітряно-десантну школу, оцінку та відбір для спеціальних сил і кваліфікаційний курс для спеціальних сил. Кеннеді був представлений у книзі Діка Кауча про відбір зелених беретів під назвою "Обраний солдат " під псевдонімом «Том Кендалл». У 2007 році він закінчив школу рейнджерів і був направлений до 7-ї групи спеціального призначення, де служив в оперативному загоні «Альфа». Протягом цього часу він також був снайпером, інструктором зі снайперів та головним інструктором із бойових дій роти С 3-го батальйону 7- ї групи спеціального призначення. Кеннеді неодноразово брав участь у підтримці операції «Свобода Іраку» та операції «Нескорена свобода».
У серпні 2009 року Кеннеді перейшов з дійсної служби до 19-ї групи спеціального призначення Національної гвардії Техаської армії та служив на посаді сержанта зі зброї спеціального призначення.
Серед численних нагород Кеннеді — медаль "Бронзова зірка " армії.
16 квітня 2017 року Кеннеді оголосив про своє повернення на службу в спецназі армії США, високо оцінивши керівництво міністра оборони Джеймса Меттіса та радника з національної безпеки Г. Макмастера.
У 2022 під час війни відвідав Україну.

## Особисте життя
Кеннеді одружений, має трьох дочок і сина. Він є співвласником Ranger Up, військової компанії одягу. Він також є власником і генеральним директором «MF» Sheepdog Response, яка займається тактичним навчанням і самообороною.
У 2020 році Кеннеді відкрив Acton Academy, чартерну школу K-12, побудовану на основі моделі бізнес-школи Acton School of Business.

## Кар'єра в кіно і на телебаченні
Першою великою роллю Кеннеді стала телесеріал History Channel «Полювання на Гітлера», який досліджує альтернативні теорії про смерть Адольфа Гітлера. Нещодавно він вів шоу "Важко вбити " на Discovery Channel, у якому він намагався дослідити один день із життя найнебезпечніших професій у світі. Він продюсував телевізійний документальний фільм Not a War Story у 2017 році та допоміг у спільному виробництві Warriors у 2014 році; також продюсував і вів Iron Dragon Tv. Він брав участь у шоу Deadliest Warrior і The Ultimate Soldier Challenge.

## Видані книги
Kennedy, T., & Palmisciano, N. (2022). Scars and Stripes: An Unapologetically American Story of Fighting the Taliban, UFC Warriors, and Myself. Atria Books.